# Шесть условий Сталина (планёр)
ОКА-13 «Шесть условий Сталина» — лёгкий экспериментальный планёр конструкции О. К. Антонова, представляющий собой одноместный балочный моноплан-парасоль, выпущенный в 1932 году.

## История
Выпуск планёра приурочен к всесоюзному движению по внедрению т. н. «шести условий товарища Сталина» (выведенных из его выступления 1931 года «Новая обстановка — новые задачи хозяйственного строительства»). На этом планёре лётчик-испытатель Михаил Фёдорович Романов в 1933 году установил всесоюзный рекорд высоты — 2240 метров.

## Описание
Фюзеляж совершенно одинаков с таковым у планёра «ДиП», так же как и всё оперение. Управление планёра состоит из ручки и двух педалей. Ручка вращается на кронштейне поперечного вала, несущего на себе ролики, через которые проходят тросы управления элеронами. От педалей тросы идут к рулю направления.

## Технические характеристики
- Длина, м: 7,1;
- Размах крыла, м: 20,1;
- Площадь крыла, м{\displaystyle ^{2}}: 20,1;
- Удельная нагрузка, кг/м{\displaystyle ^{2}}: 13,8;
- Профиль крыла: Г-549;
- Масса, кг: пустого — 197, взлётная — 277;
- Максимальное качество: 27.